# Districte de Nsork
|  | No s'ha de confondre amb Districte de Nsok. |

El districte de Nsork  és un districte de Guinea Equatorial, a la part sud-est de la província Wele-Nzas, a la regió continental del país. La capital del districte és Nsork. El cens de 1994 hi mostrava 7.024 habitants, amb 23 consells de poblats.
És una de les zones més apartades del centre del país per les distàncies, la geografia i les males comunicacions.
Està al costat de la selva de Mafanevú. En aquest espai la dècada del 1940 hi havia grans goril·les amb els quals Jordi Sabater Pi va poder fer el seu primer treball de camp sobre conducta i ecologia de goril·les. Va publicar aquest estudi a la revista Zeitschrift für Säugetierkunde de Berlín.